# Peregrina (navio)
Peregrina foi uma navio francês do século XVI pertencente ao barão de Saint Blanchard (Bertrand d'Ornesan), dono de uma esquadra no Mediterrâneo. A Peregrina era uma nau com capacidade de mais de uma centena de tripulantes e possuía 18 canhões.
Esta nau teve papel importante para a colonização portuguesa no Brasil, pois após sua capturada, por Portugal na costa de Andaluzia, na Espanha, o Rei Don João III concluiu que a única forma de conter o tráfico das riquezas brasileira seria a colonização de seu território e assim, iniciam-se as capitanias hereditárias no Brasil.

## História
Em 1532 a Peregrina foi capturada por uma frota portuguesa comandada por Antônio Correia e descoberto em seus porões 15 mil toras de pau-brasil contrabandeados da colônia pertencente ao Reino de Portugal. Meses antes, a Peregrina se apoderou de uma feitoria portuguesa instalada em Igaraçu, no litoral de Pernambuco, e ali instalara 70 homens fortemente armados para tornar-se ponto de embarque de contrabando de pau-brasil para a França.